# Five Nights at Freddy's: The Silver Eyes
Five Nights at Freddy's: The Silver Eyes, originariamente chiamato Five Nights at Freddy's: The Untold Story, è un romanzo horror scritto nel 2015 da Scott Cawthon e Kira Breed-Wrisley. Ispirato dall'omonima serie videoludica, è considerato da Cawthon come una reimmaginazione degli eventi dei giochi.

## Trama
1995. La diciassettenne Charlotte Emily, detta Charlie, torna nella sua casa d'infanzia in Hurricane, Utah, per assistere alla consegna di una borsa di studio dedicata al suo amico di scuola Michael Brooks, scomparso dieci anni prima insieme ad altri quattro bambini. Si riunisce con i suoi amici d'infanzia Jessica, John, e Carlton, e decidono di rivisitare il luogo in cui Michael è morto: il Freddy Fazbear's Pizza, un ristorante per famiglie fondato e appartenuto al padre di Charlie, Henry. Un centro commerciale incompleto è stato costruito al posto del ristorante, ma dopo ulteriori indagini gli amici scoprono che il ristorante è ancora in piedi, e il centro commerciale è stato costruito intorno a esso. Esplorando il ristorante abbandonato, scoprono che le sue mascotte animatroniche, Freddy Fazbear l'orso, Bonnie il coniglio e Chica la gallina, che sono state costruite da Henry, sono ancora lì.
Il giorno dopo, Charlie e i suoi amici partecipano alla cerimonia presso la loro vecchia scuola, dove i genitori di Michael tengono un discorso su di lui. Successivamente, John confessa a Charlie che lui ricorda di aver visto una persona strana con un costume giallo di Freddy alla Freddy Fazbear's Pizza il giorno della morte di Michael, e lui sospetta che questa persona fosse l'assassino di Michael. Quella notte, Charlie, Jessica, John, e Carlton tornano al ristorante, accompagnati dai loro amici Lamar, Marla e il fratellastro undicenne di quest'ultima, Jason. Scoprono il pannello di controllo ancora funzionante che attiva le pedane di movimento dei robot, e in seguito Charlie trova un quarto robot, Foxy la volpe, il cui uncino penzolante graffia il braccio di Charlie.
La mattina seguente, ossessionata dai recenti avvenimenti, Charlie dice a John che prima di trasferirsi in Hurricane, suo padre possedeva un altro ristorante, il Fredbear's Family Diner, che era caratterizzato da due animatroni le cui tute potevano essere indossate dallo staff, delle versioni gialle di Freddy (chiamato Fredbear) e una di Bonnie (Spring Bonnie). John porta Charlie alla tavola calda abbandonata vicino a New Harmony, la ragazza si ricorda il giorno quando era ancora piccola e in cui suo fratello gemello Sammy fu rapito da qualcuno nel costume di Spring Bonnie, portando in seguito al fallimento del locale e al divorzio dei genitori.
Charlie incomincia a sospettare che il rapimento di Sammy e l'omicidio di Michael siano collegati. Quella sera, gli amici ritornano alla Freddy Fazbear's Pizza di nuovo, ma sono scoperti dalla smilza guardia di sicurezza del centro commerciale, Dave Miller, che minaccia di chiamare la polizia. Charlie propone a Dave di esplorare il ristorante con loro e lui accetta. All'interno, gli amici giocano con il pannello di controllo, e mentre sono distratti, Dave fa quasi scatenare i robot e recupera il costume di Spring Bonnie da un armadio e rapisce Carlton, sotto lo sguardo di Jason. Gli amici fuggono dal ristorante per avvertire, solo per scoprire che la porta del ristorante è stata incatenata mentre non erano presenti. Il capo della polizia, Clay Burke, padre di Carlton, non crede alla loro storia, e pensa che si tratti di uno dei soliti scherzi del figlio. Charlie successivamente parla con John di suo padre; egli chiuse il ristorante e si suicidò dopo che Michael fu ucciso, ciò portò molte persone in città a sospettare che fosse lui l'assassino.
Il giorno dopo, convinto dalla moglie che Carlton non scherzerebbe così con il luogo della scomparsa del suo amico, manda l'agente Dunn a investigare, ma viene aggredito e ucciso da Dave. Charlie e John vanno in una libreria per fare una ricerca sulla storia del Fredbear’s Family Diner, e trovano un vecchio articolo di giornale su rapimento di Sammy con una fotografia di un giovane e grasso Dave, che il giornale identifica come co-proprietario della tavola calda: William Afton.
Nel ristorante, William ha intrappolato Carlton in uno dei prototipi delle tute animatroniche, e gli spiega che funzionano tramite serrature a scatto: le tute possono essere indossate sia da un endoscheletro che da un umano in caso di necessità e, nel primo caso, le serrature si agganciano alla struttura meccanica. Tuttavia, se questi blocchi si innescano mentre qualcuno indossa il costume tramite movimenti bruschi, i componenti metallici trafiggeranno chi lo indossa provocandone la morte, dettagliando ogni minimo particolare. Quando Carlton gli domanda come fa a saperlo, William mostra il suo corpo pieno di cicatrici: era stato vittima di un incidente con le serrature a scatto e ne è miracolosamente uscito vivo. Apparentemente fu questa esperienza di pre-morte a farlo impazzire e a trasformarlo in un'infanticida, nascondendo i corpi all'interno degli animatroni.
Jason corre via, con l'intenzione di salvare Carlton, e Charlie, John, Lamar, Jessica, e Marla irrompono nel ristorante per trovarlo. Trovando Carlton, Charlie lo libera dal costume. i quattro robot, a partire da Bonnie, prendono vita e li perseguono attraverso il ristorante. William viene steso da Charlie e, dopo essere stato legato, Afton rivela che i robot sono posseduti dai fantasmi vendicativi delle sue vittime, ma essi hanno dimenticato che è stato William a ucciderli: la sola cosa che ricordano è il giorno della loro festa al Freddy Fazbear's Pizza e che ora credono che chiunque vi si introduca sia un nemico che intende rovinargliela. William conclude dicendo che lui non teme affatto di essere attaccato, dato che è "uno di loro". Il gruppo cerca di nascondersi in una stanza per le feste, ma sono presto circondati dai quattro robot. Quando i quattro robot stanno per attaccare i ragazzi, essi si fermano all'arrivo di un quinto robot, Golden Freddy, che Charlie e i suoi amici si rendono conto che esso è posseduto dal fantasma di Michael. L'orso fa calmare i suoi simili. Lamar comprende infine che Foxy non aveva attaccato Jason come all'inizio credeva ma che in realtà lo stava proteggendo, poiché gli animatroni attaccano solo i ragazzi cresciuti e gli adulti, ma proteggono i bambini. Clay, in cerca del disperso Dunn, irrompe nel locale, permettendo ai ragazzi di uscire. Proprio mentre escono, William (liberatosi) attacca Charlie indossando il costume di Spring Bonnie, ma la ragazza, sapendo che la tuta è fatta di serrature a scatto, le attiva, uccidendo Afton. Gli animatroni, rimasti fermi fino a quel momento, si avvicinano al cadavere del loro martire per poi trascinarlo via nel covo dei pirati.
Charlie cerca di trovare Michael ma il Freddy giallo è misteriosamente sparito. Burke accompagna tutti fuori dal centro commerciale e il giorno dopo, gli amici si separano. Prima di partire vanno a casa di Clay, domandando adesso che cosa succederà. L'agente risponde che ora è tutto finito, andrà a recuperare il corpo del suo agente e spiegherà che è stato trovato l'assassino del Freddy's. Clay non può raccontare la verità alle autorità, poiché nessuno crederebbe che gli animatroni sono posseduti dai bambini morti. Il Freddy Fazbear's Pizza è ormai la loro tomba e vuole che rimanga chiuso, affinché i fantasmi li dentro possano finalmente trovare la pace. Gli amici si salutano, promettendo di rimanere in contatto. Prima di lasciare Hurricane, Charlie visita la tomba di suo padre ricordando un giorno felice che aveva con lui quando era una bambina.

## Personaggi
- Charlotte Emily, detta Charlie: è la protagonista della serie dei libri e figlia del proprietario del Freddy's. È una ragazza di 16 anni che vive spesso scene del passato che la tormentano giorno e notte. È la controparte dell'anonima figlia di Henry nei giochi.
- John: il migliore amico di Charlie, di cui è innamorato (e segretamente ricambiata).
- Jessica: la migliore amica di Charlie. È la più vanitosa del gruppo.
- Carlton Burke: il più spiritoso del gruppo. Adora fare scherzi, memorabile come riesce a prendere in giro William, nonostante sia in pericolo di vita, ma sa che è meglio non scherzare sulle morti altrui.
- Marla: una delle amiche di Charlie. I suoi genitori sono separati quindi lei è l'unica a occuparsi del fratellino Jason.
- Jason: il fratellastro di Marla. È il più giovane del gruppo, ma è il primo a capire della vera identità di William e degli animatroni, in quanto essi proteggono i bambini.
- Lamar: il più aristocratico e ricco del gruppo, è anche uno dei più intelligenti. Sembra essere innamorato di Marla.
- Zia Jen: la zia paterna di Charlie. Dopo la morte di Henry, si è presa cura della nipote. Nel romanzo non appare mai, ma viene continuamente nomimata da Charlie.
- Henry Emily: il padre di Charlie e il creatore del Fredbear's e del Freddy's. Era solito indossare la tuta dorata di Freddy, ma dopo il rapimento del figlio Sammy e l'uccisione di cinque bambini, si suicidò.
- Sammy: il figlio di Henry e il fratello gemello di Charlie. Charlie sostiene che fu rapito da William Afton.
- Michael Brooks: l'amico d'infanzia di Charlie. Anche lui morì per mano di William. La sua anima possiede la tuta dorata di Freddy.
- Joan e Donald Brooks: i genitori di Michael. Presenziano all'anniversario della sua morte in cui danno la borsa di studio a una studentessa della scuola di Michael.
- Clay Burke: il padre di Carlton. è il capo polizia della città. Clay ha seguito il caso del Freddy's, riuscendo a scoprire il vero colpevole, ma non potendolo arrestare per mancanza di prove.
- William Afton: antagonista principale del romanzo, era il socio di Henry e un serial killer che uccise i 5 bambini nei due ristoranti. Era solito indossare la tuta di Spring Bonnie, durante i tempi del Fredbear's. A William capita un terribile incidente con le serrature a scatto ma riesce a sopravvivere miracolosamente e continua a usare la tuta per attirare le sue vittime e ucciderle. Usa lo pseudonimo di Dave Miller per tornare a Hurricane e farsi assumere come guardia notturna. Ucciderà l'ufficiale Dunn quando questi andrà al Freddy's. È caratterizzato da un gigantesco e inquietante sorriso e una voce amichevole capace di convincere di qualsiasi cosa. Verrà ucciso da Charlie grazie allo stesso meccanismo all'interno del suo fidato costume. Nei giochi è meglio noto come Purple Guy.
- Ufficiale Dunn: collega di Clay Burke. È mandato a cercare altri indizi nel Freddy's dopo la scomparsa di Carlton, ma viene ucciso da William con la tuta di SpringBonnie.
- Gli animatroni: Freddy Fazbear, Bonnie, Chica (Attenzione lancia gl'eldritch blast) e Foxy: sono le mascotte del vecchio ristorante Freddy Fazbear's Pizza che intrattenevano gli ospiti. Sono pupazzi meccanici raffiguranti animali posseduti dalle anime dei bambini uccisi da William. Si comportano in modo ostile nei confronti degli adulti, ma tendono a proteggere i bambini in quanto simili a loro. In quanto robot, sono estremamente pericolosi e possiedono una forza incredibilmente sovrumana, in grado di sollevare tavoli e sradicare porte. Alla fine del romanzo, cercano in tutti i modi di uccidere Charlie e i ragazzi, convinti che siano degli adulti che vogliono rovinare il loro "giorno felice", ma verranno fermati dal Golden Freddy.
- Golden Freddy: È la nuova versione di FredBear del vecchio ristorante. Il suo aspetto è una versione gialla dorata dell'originale Freddy fazbear del ristorante, ma sembra non esserci nessun endoscheletro al suo interno. Questo animatrone è posseduto dall'anima di Michael Brooks, un amico di Charlie. A differenza degli altri animatroni, non è ostile nei confronti degli adulti e sembra essere un'entità sovrannaturale, in quanto in grado di apparire e scomparire in posti diversi senza lasciare traccia. Questo personaggio è presente anche nell'universo dei giochi, ma è posseduto da una bambina di nome Cassidy.
- FredBear e SpringBonnie: Sono i vecchi personaggi del primo ristorante, il FredBear' s Family Dinner. Venivano rispettivamente indossati da Henry e William. Dopo la chiusura del ristorante, vengono trasferiti in una stanza riservata ai dipendenti nel Freddy's.

## Accoglienza
Inizialmente venne criticato dai fan della serie in quanto contraddiceva gli eventi dei giochi, ma Scott Cawthon rispose: "I giochi e i libri dovrebbero essere considerati come continuità separate, anche se condividono molti elementi familiari. Quindi sì, il libro è canonico, nello stesso modo in cui lo sono i giochi. Ciò non implica che sono ideati per combaciare come due pezzi di puzzle. [...] Il libro è una reimmaginazione della storia di Five Nights at Freddy's, e credo che, se terrete a mente quanto ho detto, lo apprezzerete davvero."
Il libro è stato per quattro settimane primo sulla lista bestseller del New York Times.